# Rundfunkjahr 1935

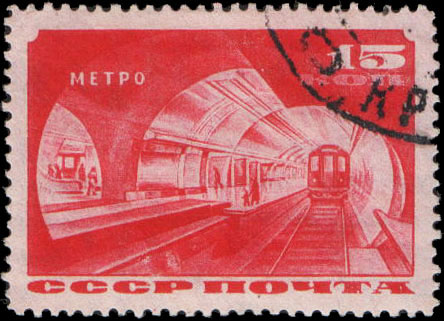
1935: Die Metro Moskau wird eröffnet

Liste der Rundfunkjahre

◄◄ | ◄ | 1931 | 1932 | 1933 | 1934 | Rundfunkjahr 1935 | 1936 | 1937 | 1938 | 1939 | ► | ►►

Weitere Ereignisse

## Allgemein
- 2.–7. September: Auf der Internationalen Funkausstellung Berlin wird das erste Tonbandgerät, das Magnetophon K 1 vorgestellt.

## Hörfunk
- 24. März – Die Talentshow Major Bowes Amateur Hour wird erstmals von NBC US-weit ausgestrahlt, nachdem sie auf einem New Yorker Lokalsender Erfolg hatte.
- 1. Juni – Der Auslandssender Radio Japan nimmt sein Programm auf.
- 4. August – In Portugal wird mit der Emissora Nacional de Radiodifusão der Vorläufer der heutigen Rundfunkgesellschaft Rádio e Televisão de Portugal gegründet.

## Fernsehen
- 30. April – Start der ersten Fernsehübertragung vom Tempelhofer Feld in Berlin.

## Geboren
- 09. Januar – Bob Denver, US-amerikanischer Schauspieler, wird in New Rochelle geboren († 2005).
- 06. Februar – Peter Thom, deutscher Schauspieler, wird in Berlin geboren († 2005). Er wird ab Ende der 1950er Jahre u. a. in zahlreichen Hörfunk- und Fernsehproduktionen mitwirken.
- 26. Februar – Mäni Weber, schweizerischer Fernsehmoderator (Dopplet oder nüt), wird in Basel geboren († 2006).
- 28. März – Michael Parkinson, britischer Fernsehmoderator (BBC-Talkshow Parkinson), wird in Cudworth, South Yorkshir, geboren († 2023).
- 11. Mai –  Doug McClure, US-amerikanischer Schauspieler und Seriendarsteller (Die Leute von der Shiloh Ranch, 1962–1971), wird in Glendale, Kalifornien geboren († 1995).
- 02. Juli – Kerstin de Ahna, deutsche Schauspielerin wird in Braunschweig geboren.
- 19. Juli – Teddy Podgorski, österreichischer Schauspieler, Sportjournalist und 1986–90 Generalintendant des ORF, wird in Wien geboren († 2024).
- 31. Juli – August Paterno, vielfach bekannt als Pater Paterno, österreichischer Hörfunk- und Fernsehpfarrer, wird in Dornbirn geboren († 2007).
- 11. August – Anneli Granget, deutsche Schauspielerin, wird in Königsberg (Preußen) geboren († 1971). Sie wird in den 1960er Jahren vor allem in zahlreichen Fernsehfilmen mitwirken.
- 30. November – Herbert Prikopa, österreichischer Dirigent, Schauspieler und Kabarettist, wird in Wien geboren († 2015).
- 14. Dezember – Lee Remick, US-amerikanische Schauspielerin (In 80 Tagen um die Welt, Die junge Katharina), wird in Quincy (Massachusetts) geboren († 1990).